# Hélène Prévost
Hélène Prévost var en fransk kvinnlig tennisspelare som var aktiv åren kring 1900. 
Hélène Prévost är känd för sin singelseger 1900 i de slutna nationella Franska mästerskapen, föregångaren till internationella Grand Slam-turneringen Franska öppna. Vid tiden för Prévosts seger spelades mästerskapen på grusbaneanläggningen på Ile de Puteaux i Paris. Uppgift saknas om finalmotståndaren (sannolikt walk-over).
Samma år, 1900, deltog hon i de olympiska sommarspelen i Paris. Hon vann silver i singel och i mixed dubbel (tillsammans med irländaren Harold Mahony). Singelfinalen förlorade hon mot brittiskan Charlotte Cooper Sterry.

## Grand Slam-titlar
- Franska mästerskapen
  - Singel - 1900 (slutna nationella mästerskap)